# Calycella alutacea
Calycella alutacea är en svampart som först beskrevs av Berk. & Broome, och fick sitt nu gällande namn av Pier Andrea Saccardo 1899. Calycella alutacea ingår i släktet Calycella och familjen Helotiaceae.   Inga underarter finns listade i Catalogue of Life.